# Parc national Alta Murgia
Le parc national Alta Murgia est un parc national italien situé dans la région des Pouilles, dans le sud-est du pays. Créé en 2004, il se trouve dans la zone géographique de la Murgia, avec son siège dans la ville de Gravina in Puglia. Il a une superficie de 677,39 km2. Il fait partie d’une zone de protection spéciale plus vaste établie pour protéger la steppe herbeuse, l’habitat du faucon crécerelle (site d’importance communautaire).

## Description
Son territoire a été façonné durant des millénaires par l'érosion, qui a creusé le canyon de Gravina in Puglia ainsi que les gouffres karstiques de Pulicchio et Pulo (d'une profondeur respectives de 100 et 170 m). Dans les parois percées de grottes, l'Homme a construit des habitats troglodytes qu'il occupait lors des transhumances ainsi que des églises souterraines.
Castel del Monte, l’un des châteaux les plus célèbres du sud de l’Italie et un site du patrimoine mondial de l'UNESCO, est l’une des attractions les plus importantes situées à l’intérieur du parc.

## Faune
Dans le parc national, il y a une faune assez diverse, en particulier petite et moyenne, qui trouve une bonne variété de nourriture dans cet environnement unique et vaste, caractérisé par l’alternance de vastes prairies, de formations rocheuses, de champs cultivés et de forêts denses. Un autre facteur facilitant pour les animaux est la présence de nombreuses grottes, ravins et formations rocheuses, qui leur offrent un abri.

### Mammifères
Parmi les mammifères on trouve notamment : belettes, martres, porcs-épics, lièvres, écureuils, petits rongeurs (comme le campagnol de Savi, la souris sauvage), renards, blaireaux et mouffettes. D’un intérêt naturaliste particulier sont les grands et timides chats sauvages. Il convient également de noter la présence de plusieurs espèces de chauves-souris telles que le grand fer à cheval, le petit fer à cheval, le fer à cheval méditerranéen et le grand vespertilion.
Dans le passé, on savait la présence de loups, venant généralement des Abruzzes ou de la Lucanie plus proche, à la recherche de troupeaux pour se nourrir, qui, à la suite de l’augmentation drastique du nombre de sangliers, ont commencé à réapparaître dans le parc, comme en témoignent la documentation photographique, les observations et les diverses découvertes de restes d’animaux tels que les moutons, renards ou sangliers. Dernièrement, ils semblent être stationnés dans le parc, avec une population encore peu identifiable mais qui s’adapte encore à un habitat où il n’y avait eu que des observations sporadiques au cours de la seconde moitié du XXe siècle. Il semble que les loups qui reviennent réapparaître et chasser dans les régions de Brindisi et Tarantino viennent de la Murgia.

### Oiseaux
Dans le ciel du rude territoire de Murgia, il y a de nombreux oiseaux de proie : le faucon crécerelle, le milan noir, le faucon lanier et le faucon pèlerin. Très importante est la présence du faucon crécerelle, adapté à l’environnement urbain au point de nicher sur les clochers romans et sur les plus hauts bâtiments des centres historiques  Les observations du grand aigle royal sont de plus en plus fréquentes, dans plusieurs zones du parc. Sont également présents la buse, le milan royal, l’aigle à doigts courts, le busard et le busard des roseaux. Parmi les oiseaux de proie nocturnes, nous trouvons la chouette effraie, la chouette fauve, la chouette commune et le hibou petit-duc. Dans les quelques zones humides, il est possible de rencontrer le héron cendré, qui construit ses nids à partir de février, et certains oiseaux migrateurs, comme la sarcelle d'été ; en période de migration, il n’est pas rare d’apercevoir quelques cigognes.
D'autres oiseaux comportent diverses espèces de grives, de merles, des traquets motteux, du rossignol, du serin, du rouge-gorge mais aussi des corvidés comme le corbeau, le choucas et la corneille grise ou la pie. Il est également possible de trouver le pic tacheté et le pic vert avec une certaine fréquence. Diverses espèces sauvages de colombidés peuvent être observées, telles que le pigeon sauvage, la colombe sauvage et la colombe à collier.

## Galerie

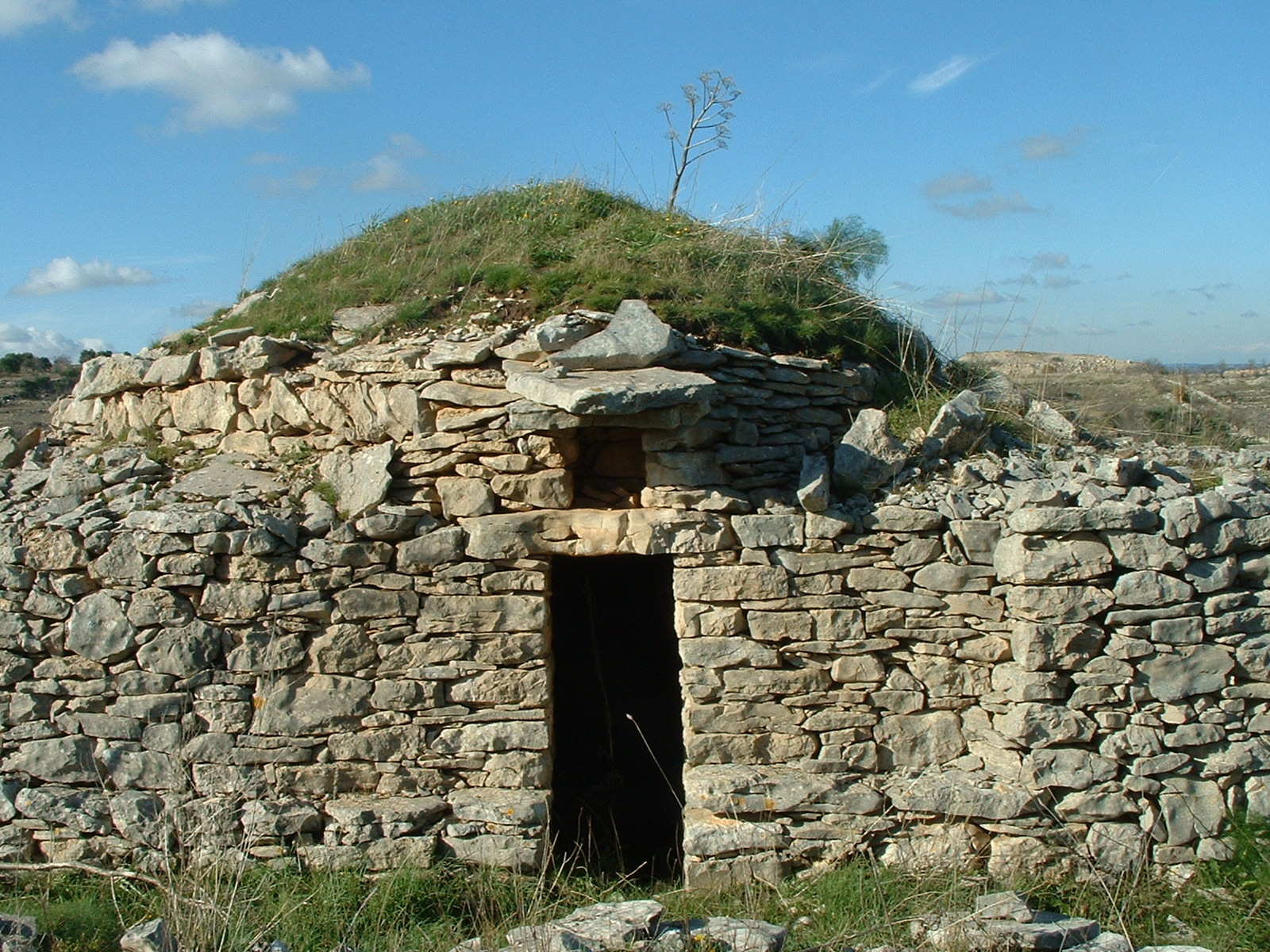
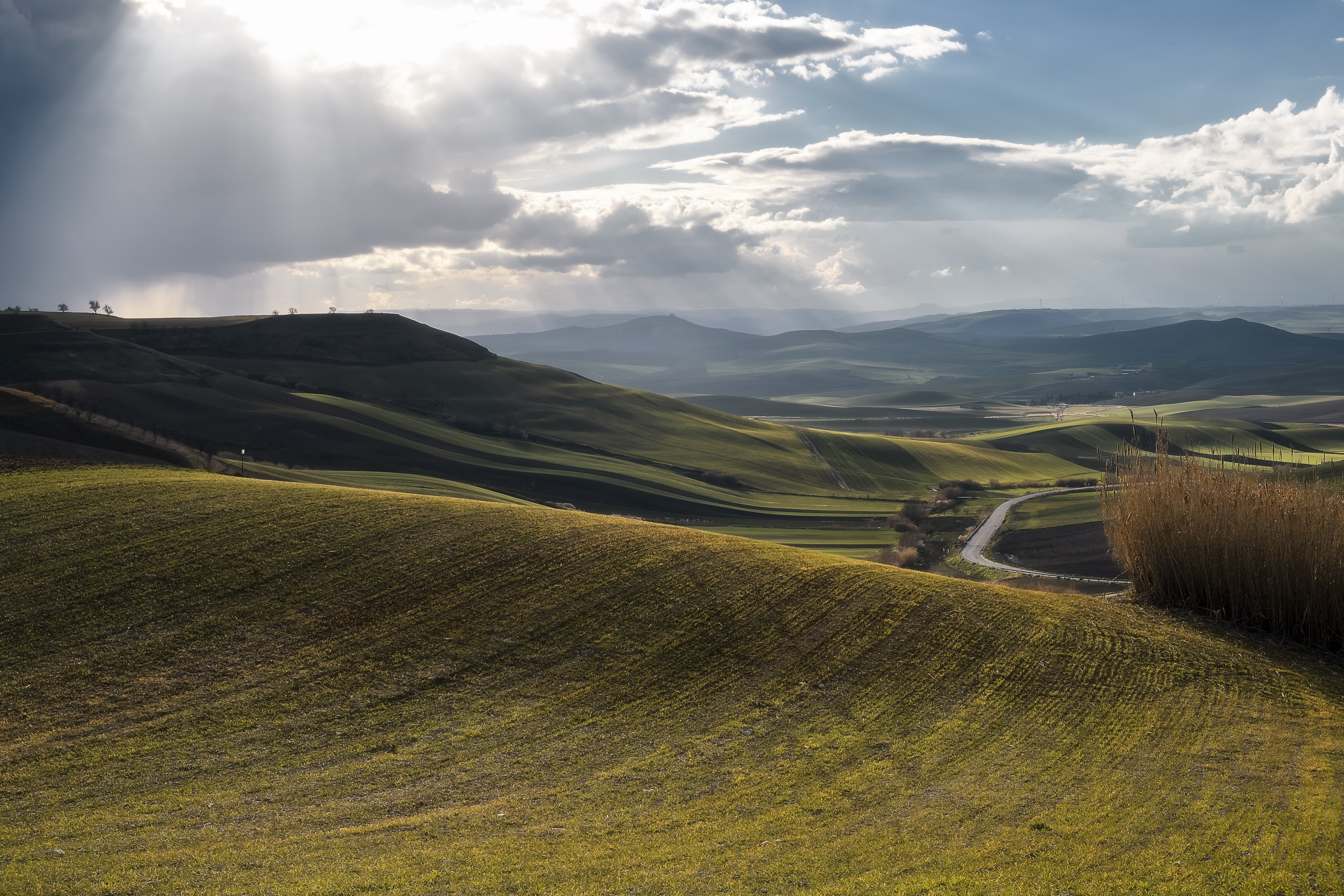
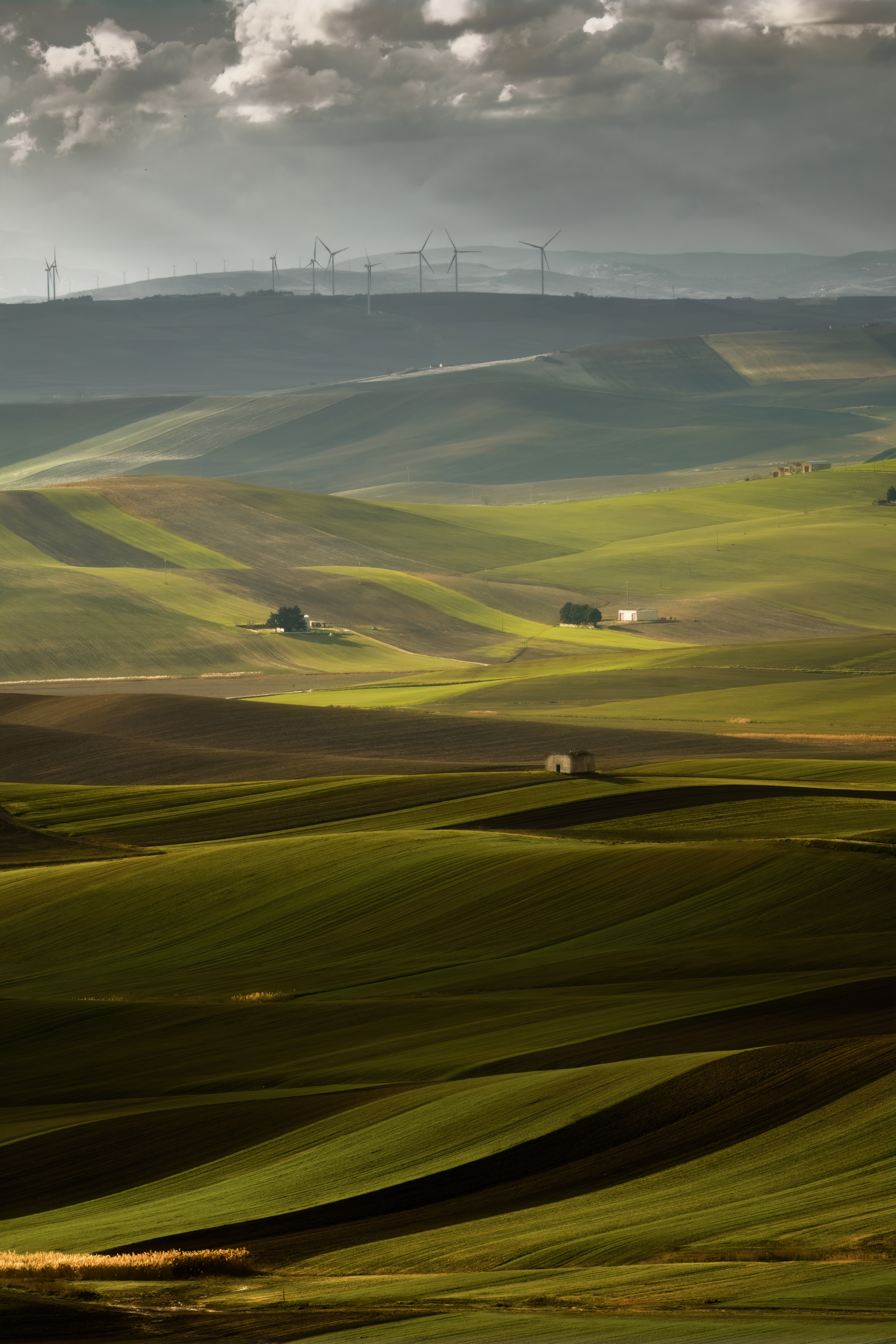
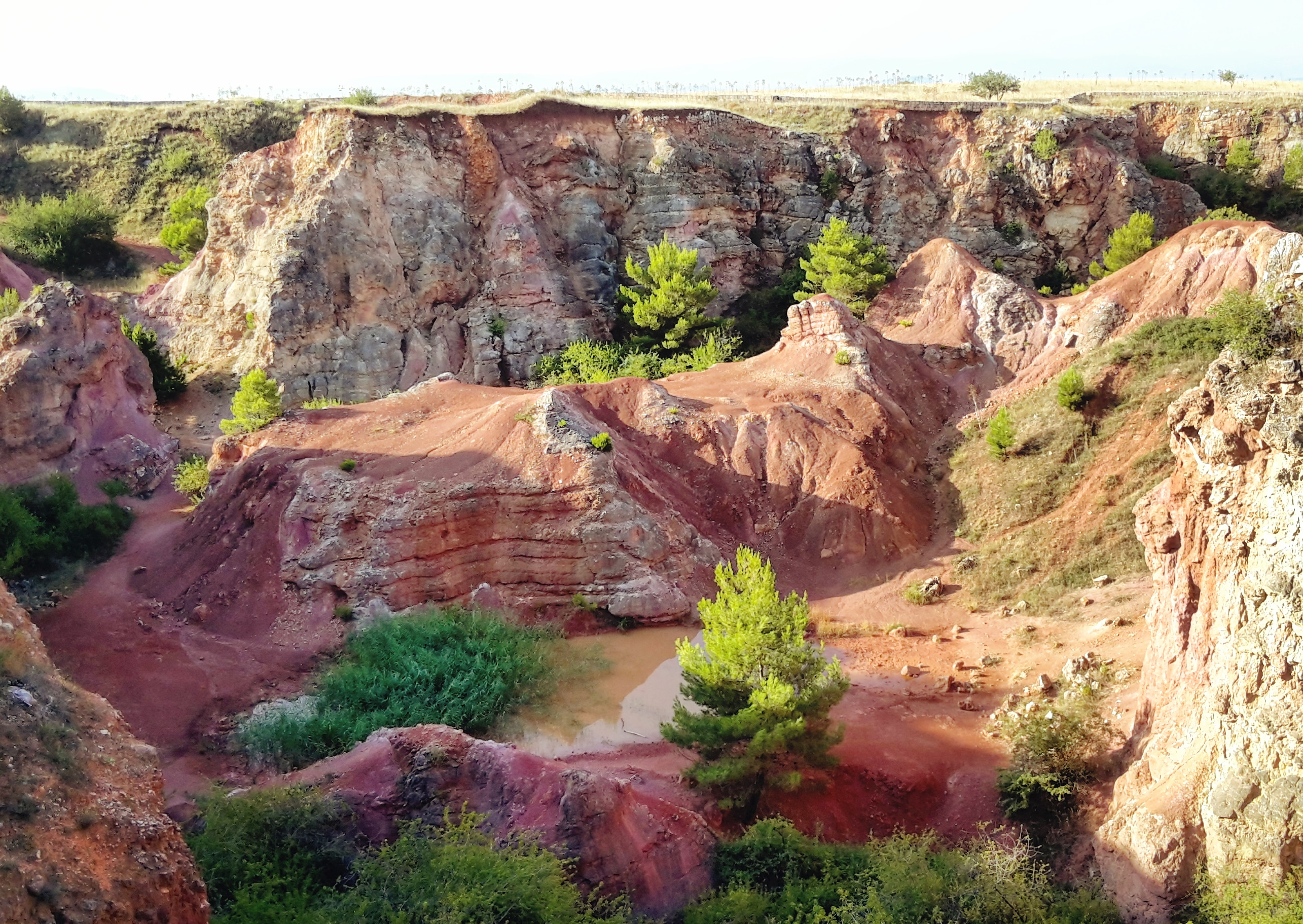
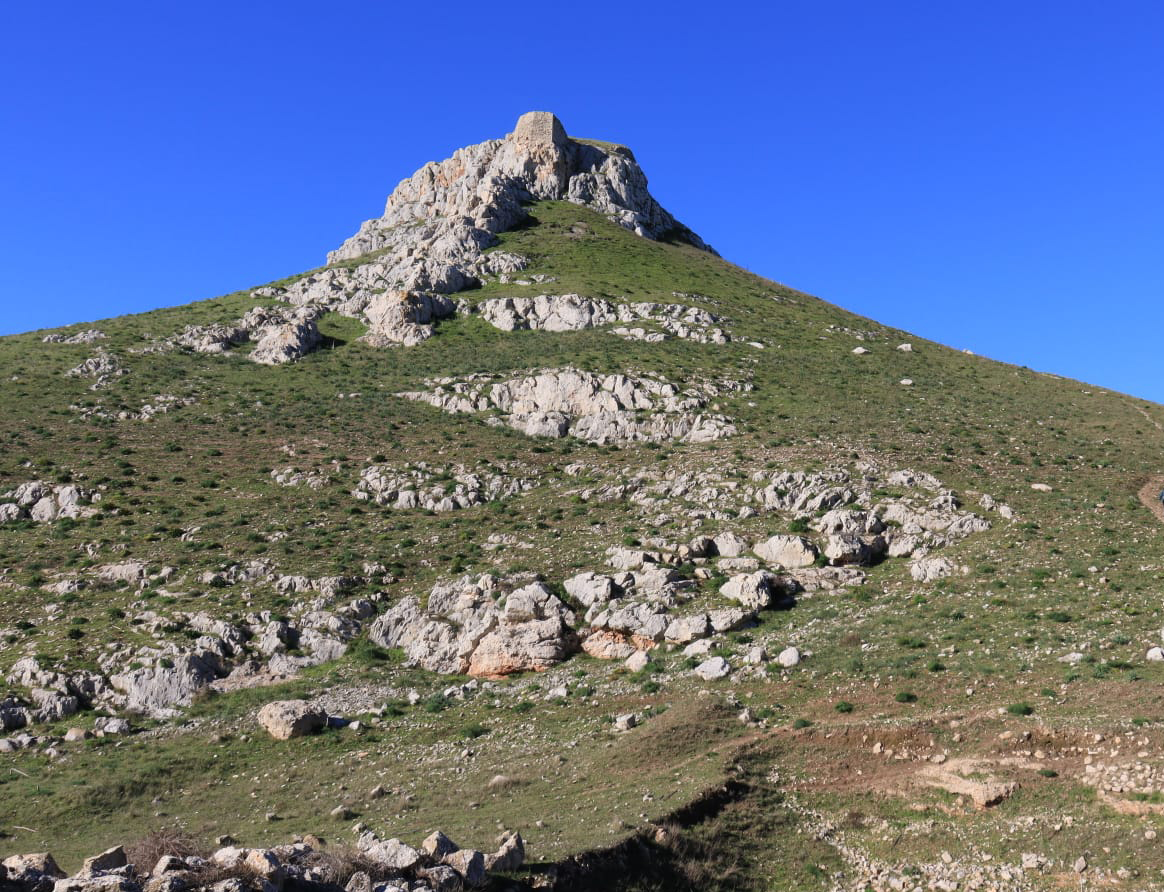
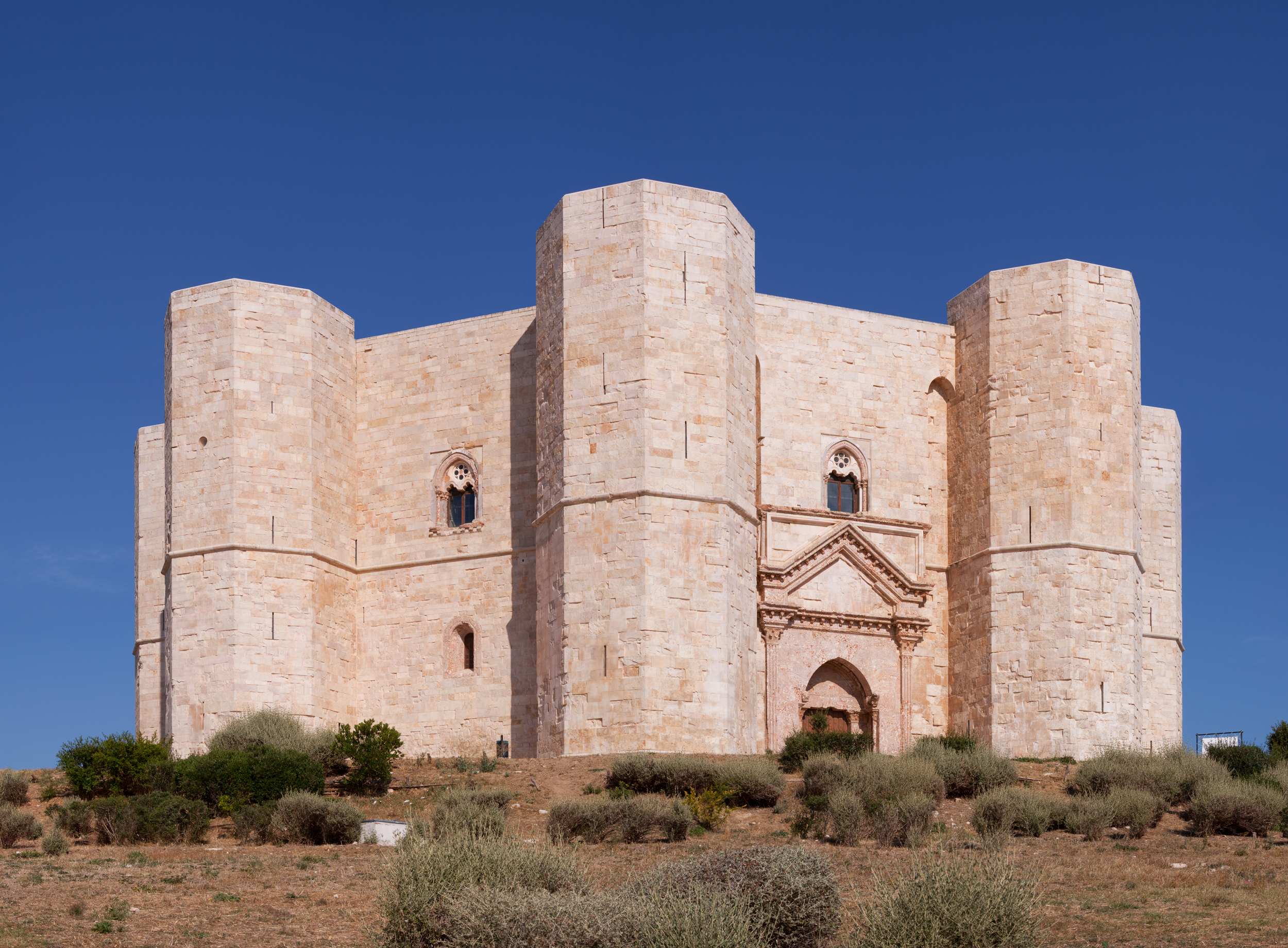